# Auguste Garrebeek
Auguste Garrebeek (n. 10 ianuarie 1912, Dworp⁠(d), Arrondissement Halle-Vilvoorde⁠(d), Flandra, Belgia – d. 20 octombrie 1973, Asse, Province of Brabant⁠(d), Belgia) a fost un ciclist belgian, medaliat olimpic. A participat la o ediție a Jocurilor Olimpice (1936) în care a câștigat o medalie de bronz.

## Participări
Lista de mai jos prezintă principalele competiții la care a participat Auguste Garrebeek de-a lungul carierei.
- cycling at the 1936 Summer Olympics – men's team road race[*]